# Ginger Jolie
Pour les articles homonymes, voir Jolie.
Ginger Jolie, née le 15 janvier 1983 à Houston, est une actrice pornographique américaine.

## Biographie
Après avoir abandonné des études de biochimie, elle travaille chez Hooters.
En 2003 elle partit pour Los Angeles et commença à poser pour de nombreux magazines tels Hustler et Penthouse (elle fut pet of the month de septembre 2004). Elle a également tourné avec le célèbre réalisateur Andrew Blake.

## Filmographie partielle
- Body Language (2005)
- Close-ups (2004)
- Flirts	(2004)
- Limo Confidential (2004)
- Ball Gagged and Barefoot (2003)
- Pantyhose Sensations (2003)
- Knocked Out Blondes! (2003)
- Business Women in Bondage (2003)
- Thrilling Stories of Chloroformed Girls in Danger! (2003)
- Secretaries in Bondage (2003)